# Alstonia actinophylla
Alstonia actinophylla är en oleanderväxtart som först beskrevs av Cunn., och fick sitt nu gällande namn av Schumann. Alstonia actinophylla ingår i släktet Alstonia och familjen oleanderväxter. Inga underarter finns listade i Catalogue of Life.